# António Gonçalves Curado
António Gonçalves Curado (Barquinha, 29 de Setembro de 1894 – Laventie, França, 4 de Abril de 1917) foi um militar português, que ficou conhecido por ter sido o primeiro soldado de origem portuguesa a falecer em França, durante a Primeira Guerra Mundial.

## Biografia

### Nascimento
Nasceu em Vila Nova da Barquinha, em 29 de Setembro de 1894. De acordo com a sua placa de identidade, era filho de José Gonçalves Curado e Maria Clara.

### Carreira militar
Enveredou pela carreira militar, tendo sido integrado no Regimento de Infantaria 28. Embarcou com destino à França em 22 de Fevereiro de 1917, para combater na Primeira Guerra Mundial.

### Falecimento e homenagens
Em 3 de Abril de 1917, a quarta companhia do Regimento de Infantaria 28 chegou à zona de Laventie, que deveria defender, em conjunto com as tropas britânicas. No dia seguinte, os alemães começaram a bombardear com morteiros as trincheiras, tendo uma das bombas caído sobre o abrigo onde se situavam António Gonçalves Curado e outros dois soldados portugueses. Gonçalves Curado ficou gravemente ferido, acabando por falecer pouco tempo depois, enquanto que os seus dois companheiros apenas receberam alguns ferimentos ligeiros. Na altura em que foi atacado, estava a escrever num livro de apontamentos, que sobreviveu, tendo a sua última entrada sido: «Estou nas trincheiras da 1.ª linha a 100 metros dos boches. Caem granadas por todos os lados. Já tenho visto hoje a morte muitas vezes à roda de mi». A última palavra não chegou a ser concluída, devido à explosão que o vitimou.
Foi originalmente inumado no cemitério militar britânico de Laventie, tendo sido transferido para a Barquinha em 18 de Agosto de 1929, por iniciativa da comissão dos Padrões da Grande Guerra. Este processo deu azo a grandes manifestações de patriotismo, tanto em Lisboa, onde a urna desembarcou no Arsenal da Marinha, como na Barquinha, onde a cerimónia teve a presença de várias associações e autoridades civis e militares, como a Liga dos Combatentes. Os restos mortais ficaram preservados na igreja de Barquinha até 11 de Abril de 1937, data em que foi inaugurado o monumento aos mortos da Grande Guerra daquela vila, onde foram colocados na base. Esta cerimónia foi testemunhada pelo General Sarmento, em representação do Ministro da Guerra, o Governador Civil do Distrito, general comandante da Região Militar, vários membros da comissão central da Liga dos Combatentes, vários antigos militares do concelho e dos limítrofes, e vários representantes das autoridades civis e religiosas.
Em 3 de Abril de 1932, foi inaugurado um monumento a António Gonçalves Curado na Figueira da Foz, onde estava baseado o Regimento de Infantaria 28 antes de partir para a França. O processo para a instalação deste monumento iniciou-se em 1928, por iniciativa da colónia francesa em Portugal.